# ناحیه مشریه
ناحیه مشریه (به عربی: دائرة المشریة) یک ناحیه در الجزایر است که در استان نعامه واقع شده‌است. ناحیه مشریه ۶۲٬۹۴۴ نفر جمعیت دارد.